# سیکورسکی اس-۳۹
سیکورسکی اس-۳۹ (به انگلیسی: Sikorsky_S-39) یک هواگرد ملخ‌پیشین تک‌موتوره از نوع کشتی پرنده ساخت شرکت سیکورسکی است.